# 阿爾及爾遠征 (1541年)
1541年阿爾及爾遠征，是神聖羅馬帝國皇帝查理五世領導艦隊嘗試進攻奧斯曼帝國在北非的據點阿爾及利亞的戰役，但因風暴等原因戰役失敗。

## 背景
阿爾及利亞在1529年被海雷丁攻陷下成為奧斯曼帝國一省，他在1535年被調到伊斯坦布爾，他的位置由一位撒丁尼亞宦官哈珊·阿迦接任，並曾在一些奧斯曼海軍司令下服務。
查理五世為遠征進行相當準備，希望報復奧斯曼帝國圍攻布達，然而西班牙艦隊被風暴嚴重破壞，迫使他放棄計劃。

## 遠征
查理五世因德國和佛蘭德伯國的問題推遲了遠征的時間，在1541年9月28日24,000士兵和500艘帆船部署艦隊馬略卡島帕爾馬灣。
在忍受惡劣的天氣後，船隊只能在10月19日前抵達阿爾及爾。最傑出的西班牙指揮官包括埃爾南·科爾特斯陪同查爾五世在此探險。
部隊於10月23日登陸，查理五世和他的德國軍隊建立了總部。西班牙、德國和意大利軍隊，伴隨著150個馬耳他騎士很快包圍了阿爾及爾的城市土地，開始反對阿爾及利亞人。
但第二天出現嚴重暴雨，許多船沉沒和失去錨和分散。越來越多的部隊試圖登陸時被阿爾及利亞人屠殺，查理五世被包圍，只剩下馬耳他騎士團保謢。
安德烈亚·多里亚設法找尋一個安全的港灣馬提夫保謢艦隊，他囑咐查理五世放棄他的位置撤退。在11月23日回程，12月3日回到西班牙東南部的卡塔赫纳。
這次入侵損失了17艘槳帆船，130艘克拉克帆船，大量的水手和士兵。

## 事後
這場災難大大削弱了西班牙人，哈珊·阿迦在1542年7月趁機攻擊西班牙人在奧蘭的基地 Mers-el-Kebir。